# Xenia (Illinois)
Xenia is een plaats (village) in de Amerikaanse staat Illinois, en valt bestuurlijk gezien onder Clay County.

## Demografie
Bij de volkstelling in 2000 werd het aantal inwoners vastgesteld op 407. In 2006 is het aantal inwoners door het United States Census Bureau geschat op 398, een daling van 9 (-2,2%).

## Geografie
Volgens het United States Census Bureau beslaat de plaats een oppervlakte van 1,3 km², geheel bestaande uit land. Xenia ligt op ongeveer 157 m boven zeeniveau.

## Plaatsen in de nabije omgeving
De onderstaande figuur toont nabijgelegen plaatsen in een straal van 24 km rond Xenia.